# Сатель, Эдуард Адамович
Эдуа́рд Ада́мович Сате́ль (20 августа 1885, Москва — 20 августа 1968, Москва) — советский учёный в области машиностроения, Герой Социалистического Труда (1965).

## Биография

### Ранние годы
Эдуард Сатель родился 20 августа 1885 года в Москве. Его отец Адам Игнатьевич Сатель был обрусевшим французом из служащих. Мать Амалия Юльевна Сатель была учительницей французского языка. В 1902 году Эдуард окончил реальное училище при реформаторской церкви в Москве и поступил на механическое отделение в Императорское Московское техническое училище. В студенческие годы он работал конструктором в студенческом научном кружке под руководством профессора В. И. Гриневецкого.
C 1908 года проходил практику на Людиновском локомобильном заводе, участвовал в разработке и испытаниях серии нового типа промышленных локомобилей на перегретом паре. По окончании училища (1911) он остался работать на заводе в качестве конструктора и руководителя опытной станции.
Во время учёбы участвовал в революционной деятельности по организации в Москве подпольных типографий РСДРП. 
В 1912 году Сатель был командирован за границу за счет средств училища, для изучения производства локомобилей и дизелей на заводах Германии, Англии и Швейцарии. Он владел английским, немецким и французским языками, что позволило ему за годы командировки (до начала 1914 года) успешно изучать технику и организацию производства за рубежом.

### Работа в советском машиностроении
После установления Советской власти Сатель работал в машиностроительной отрасли ВСНХ, затем в Московском машиностроительном тресте, на ряде машиностроительных предприятий СССР. Он возглавлял строительство Сталинградского тракторного завода, налаживал первое в СССР непрерывное поточное производство тракторов на этом предприятии, был одним из создателем Сталинградского механического института. С 1935 года работал техническим директором, директором Новокраматорского машиностроительного завода.
С 1937 года — на преподавательской работе в МВТУ имени Н. Э. Баумана. Был создателем кафедры «Специальная технология», обучавших специалистов в области производства вооружения и боеприпасов. В 1940—1963 годах руководил кафедрой «М-8» (ныне — «СМ-12»). Параллельно с преподавательской деятельность работал в Народного комиссариате вооружения СССР в качестве главного инженера 1-го Главного управления этого Наркомата, председателя технического комитета Наркомата, члена его коллегии. Во время Великой Отечественной войны Сатель проводил большую работу по реконструкции предприятий и переводу их на массовое серийное производство для нужд фронта.
Сатель был одним из основоположников советской научной школы технологии машиностроения, опубликовал множество научных работ в этой области. Доктор технических наук, профессор. 

### Смерть
Эдуард Адамович Сатель умер 20 августа 1968 в Москве. Он похоронен на Введенском кладбище (3 уч.).

## Награды и звания
- Герой Социалистического Труда — за «выдающиеся заслуги в развитии машиностроения, подготовке инженерных и научных кадров и в связи с восьмидесятилетием со дня рождения» (указ Президиума Верховного Совета СССР от 28.08.1965)
- Два ордена Ленина
- Кутузова 2-й степени
- Отечественной войны 1-й степени
- Три ордена Трудового Красного Знамени
- Орден Красной Звезды
- Заслуженный деятель науки и техники РСФСР